# Dmitry Samokhvalov
Dmitry Samokhvalov (né le 18 novembre 1986 à Novossibirsk) est un coureur cycliste russe. Son frère jumeau Anton est également cycliste.

## Palmarès
- 2008
  - Circuit des Vins du Blayais
- 2009
  - Trophée National de Pujols
  - Tour de Kuban :
    - Classement général
    - 1re étape

  - Saint-Brieuc Agglo Tour :
    - Classement général
    - 1re et 3e étapes

  - Grand Prix des Grattons
  - Paris-Chalette-Vierzon
  - 2e du Grand Prix Gilbert Bousquet
  - 3e du Grand Prix d'ouverture Pierre Pinel
  - 3e de la Roue tourangelle
- 2010
  - Vainqueur de l'Essor basque
  - 1re étape du Trophée de l'Essor
  - Grand Prix de Saint-Étienne Loire
  - 1re étape du Tour Nivernais Morvan
  - Grand Prix des vins de Panzoult
  - Grand Prix de Saint-Symphorien-sur-Coise
  - 2e étape du Tour du Piémont pyrénéen
  - 2e du Souvenir Jean-Graczyk
  - 2e du Tour Nivernais Morvan
  - 3e du Circuit des quatre cantons
  - 3e de la Roue tourangelle
  - 3e du Grand Prix de la ville de Nogent-sur-Oise
- 2011
  - Classement général de l'Udmurt Republic Stage Race
  - 2e du championnat de Russie de la montagne
  - 3e de la Mayor Cup
- 2012
  - 3e du Friendship People North-Caucasus Stage Race
- 2013
  - 2e du championnat de Russie de la montagne
  - 3e du championnat de Russie du critérium
- 2014
  -  Champion de Russie de la montagne
  - 1re étape du Mémorial Viktor Kapitonov
  - 3e étape du Friendship People North-Caucasus Stage Race
  - 3e du Grand Prix de Sotchi
- 2015
  -  Champion de Russie sur route par équipes (avec Anton Samokhvalov, Kirill Yegorov et Maxim Pokidov)
  -  Champion de Russie du contre-la-montre en duo (avec Anton Samokhvalov)
  - 1re étape du Grand Prix de Sotchi (contre-la-montre par équipes)
  - Tour de Kuban :
    - Classement général
    - 2e étape

  - Mémorial Viktor Kapitonov :
    - Classement général
    - 1re étape

  - 2e du championnat de Russie de la montagne
  - 3e du Friendship People North-Caucasus Stage Race
- 2016
  - 5e étape de l'Udmurt Republic Stage Race
  - 2e du championnat de Russie du contre-la-montre en duo (avec Anton Samokhvalov)

## Classements mondiaux
| Année           | 2009 | 2010 | 2011 | 2012 | 2013 | 2014 | 2015 | 2016 | 2017 |
| --------------- | ---- | ---- | ---- | ---- | ---- | ---- | ---- | ---- | ---- |
| UCI Europe Tour | 504e | 400e | 686e |      |      | 317e | 222e |      |      |
| UCI Asia Tour   |      |      |      |      |      |      |      |      | 551e |